# San Pietro in Volta
San Pietro in Volta (San Piero in Volta in veneto) è una località del comune di Venezia, situata sull'isola di Pellestrina, a nord dell'omonimo abitato.
Appartiene alla municipalità di Lido-Pellestrina.

## Storia
Sorge nei pressi dell'antica Albiola o Pastene, un centro di una certa rilevanza, decaduto nel medioevo in seguito all'interramento del porto (da cui il toponimo attuale di Portosecco).

Il 29 giugno 965 (così almeno dice la tradizione) gli Ungari, dopo aver devastato l'entroterra, vi furono sconfitti mentre tentavano l'assalto a Venezia. In memoria della vittoria, una cinquantina di anni dopo vi fu costruita una chiesa dedicata a San Pietro (nel cui giorno avvenne la vittoria). La località venne più tardi conosciuta anche con l'attuale appellativo in volta: significherebbe "in volata", cioè "in fuga", con riferimento all'armata ungara, mentre un'altra ipotesi lo collega ad una curvatura del litorale.

## Monumenti e luoghi d'interesse
La chiesa eponima del paese risale al 1777 ed è stata ricostruita su un preesistente edificio secentesco. La facciata è in stile neoclassico e l'interno, ad una navata, ha un soffitto affrescato (XIX secolo).
Nella località Portosecco si trova la settecentesca chiesa di Santo Stefano.
Sul lungomare si trovano inoltre vari resti di fortificazioni tedesche risalenti alla seconda guerra mondiale, tra cui i forti con le piattaforme di supporto dei grossi cannoni da 305 mm, all'epoca tra i più potenti.